# Kim Geybels
Kim Geybels (Herk-de-Stad, 29 oktober 1981) is een voormalig Belgisch Vlaams-nationalistisch politica en senatrice voor de N-VA.

## Levensloop
Geybels studeerde biomedische wetenschappen en de kandidaatsjaren als arts aan de Universiteit Hasselt. In 2007 studeerde ze af als arts aan de Katholieke Universiteit Leuven en behaalde een bijkomend brevet acute geneeskunde. Daarna ging ze tot 2019 als spoedarts (spoed en MUG) aan de slag in het Mariaziekenhuis Overpelt. Ook was ze van 2015 tot 2017 spoedarts in het Jessa Ziekenhuis in Hasselt en was ze van 2012 tot 2020 docente voor ambulanciers in opleiding aan het Limburgse opleidingscentrum PLOT.
Bij de gemeenteraadsverkiezingen van 8 oktober 2006 kwam Geybels voor het eerst op in haar woonplaats Lummen. Op de lijst 'Lumineus Lummen' raakte ze vanop de 16de plaats met 209 voorkeursstemmen niet verkozen. Bij de Vlaamse verkiezingen 2009 kwam ze op voor de N-VA als tweede opvolger in de kieskring Limburg, maar raakte met 3799 voorkeursstemmen opnieuw niet verkozen. Bij de federale verkiezingen van 13 juni 2010 raakte ze op de zesde plaats in de kieskring Vlaanderen wel verkozen met 42618 voorkeursstemmen. Op 6 juli 2010 werd ze ingezworen als lid van de Senaat. Op 19 juli 2010 kreeg ze de leiding van de jongerenafdeling Jong N-VA waar ze al ondervoorzitter was.
Op 31 augustus 2010 nam ze, al dan niet onder druk van de partijtop, ontslag als senator en jongerenvoorzitter, toen bekend werd dat ze tijdens een vakantie in Thailand verwikkeld was geraakt in een drugs- en afpersingsaffaire.
Ze wilde nadien op haar ontslag terugkomen en verder als onafhankelijke zetelen, maar op 7 oktober 2010 besliste het bureau van de Senaat dat haar ontslag rechtsgeldig was. Eerste opvolger Piet De Bruyn legde de week daarop de eed af. Op 27 september 2010 besliste de tucht- en verzoeningscommissie van de N-VA unaniem aan de partijraad van 9 oktober te adviseren om Kim Geybels uit de partij te zetten. De raad volgde het advies. Ze werd eerder die week ook al uit Jong N-VA gezet. Het Europees Hof voor de Rechten van de Mens gaf haar op 21 mei 2019 gelijk omdat ze haar ontslag uit de Senaat niet op eerlijke wijze kon aanvechten en kende haar 35.000 euro schadevergoeding toe.
Geybels werd terug lid van de lokale partij Lumineus Lummen. Toen die partij bij de gemeenteraadsverkiezingen in 2012 een kartel ging vormen met (onder meer) N-VA, besloot ze zich geen kandidaat te stellen en de politiek vaarwel te zeggen.
In 2019 verhuisde Geybels naar Zottegem. Ze ging aan de slag als spoedarts in het plaatselijke ziekenhuis AZ Sint-Elisabeth en werd er in april 2021 adjunct-hoofdarts.
In 2024 keerde Geybels terug naar de politiek en sloot ze zich aan bij de pas opgerichte partij Voor U rond Els Ampe. Ze kreeg er de Oost-Vlaamse lijsttrekkersplaats voor de Vlaamse verkiezingen dat jaar. Voor U haalde geen verkozenen, dus raakte ook Geybels niet opnieuw in het parlement.